# Kavalierglass
Kavalierglass (dříve Sklárny Kavalier) je český výrobce varného (boritokřemičitého) skla. Varné sklo vyrábí od 20. let 20. století; výrazný rozvoj technologie proběhl v 50. – 80. letech. Sklárny Kavalierglass jsou vybaveny pro technologie tavení, automatickou výrobu hlavních produktů (trubic, lisovaných a foukaných výrobků varného skla pro domácnost a laboratorního a technického skla) a ruční zpracování (hutní i sklofoukačské tvarování, mechanické opracování, výroba a montáž aparatur).

## Chronologie
- 1837 František Kavalír postavil vlastní sklárnu v Sázavě a 5. června zahájil výrobu.[1]
- 1847 německý odborný časopis Annalen für Chemie und Pharmazie uveřejnil první zahraniční rozbor a posudek Kavalírova sázavského skla.
- 1855 Kavalírova sklárna vystavuje své sklo na mezinárodní výstavě v Paříži a získává čestné uznání.
- 1857 Vyšel první katalog a ceník laboratorního skla a přístrojů sázavské sklárny.
- 1861 Samostatná expozice laboratorního skla Kavalírovy sklárny získala na světové výstavě v Londýně zlatou medaili.
- 1870 Syn zakladatele, Antonín Kavalier, vyvinul speciální tepelně odolné laboratorní sklo UNEXCELLED.
- 1884 Josef Kavalier buduje v Sázavě druhou sklářskou huť nazvanou František s moderní regenerativní pecí vytápěnou generátorovým plynem z dříví.
- 1901 Sázava i sklárna je spojena se světem železniční tratí Kolín–Čerčany.
- 1902 Josef a Vladimír Kavalierové staví další, již třetí sklářskou huť (Josef).
- 1908 Vladimír Kavalier v Sázavě úspěšně tavil první borokřemičité laboratorní sklo, budoucí PALEX.
- 1919 Předčasnou smrtí Vladimíra Kavaliera končí podnikatelská aktivita rodiny zakladatele skláren, rozvoj skláren však pokračuje.
- 1922 Do provozu byla uvedena moderní, čtvrtá sklářská huť v Sázavě (Vladimír).
- 1923 Na trh bylo uvedeno první borokřemičité laboratorní sklo PALEX, současně sklárny Kavalier započaly s výrobou varného skla pro domácnosti.
- 1935 Sklárny Kavalier vyvinuly další speciální borokřemičitá skla - ISIS (pro technická svítidla), NEUTRAL (pro zdravotnické obaly) a K 35 (nové laboratorní varné a chemicky odolné sklo).
- 1947 Byla zahájena první etapa rekonstrukce a modernizace skláren v Sázavě, současně byla zahájena strojní výroba borokřemičitých trubic.
- 1952 Sklárny Kavalier vyvinuly a uvedly na trh laboratorní borokřemičité sklo třídy 4.8 - SIAL.
- 1958 V závodě Sázava bylo vyvinuto laboratorní varné borokřemičité sklo SIMAX, plně kompatibilní se světovými skly třídy 3.3
- 1968 Byla zahájena druhá etapa rekonstrukce a modernizace závodu, byla zavedena technologie elektrického tavení skla a na trh bylo uvedeno varné domácenské lisované a foukané sklo SIMAX heat resistant.
- 1980 Byla zahájena soustavná modernizace technologie, ve strojní výrobě byly uvedeny do provozu automaty druhé generace.
- 1990 Sklárny Kavalier, dosud státní podnik, se staly 1. prosince akciovou společností.
- 1994 Od 15. února jsou akcie Skláren Kavalier, a.s., kotovány na Burze cenných papírů Praha.
- 1995 Zisk mezinárodního certifikátu ISO 9002.
- 2009 Úpadek akciové společnosti Sklárny Kavalier, novým vlastníkem podniku se stala akciová společnost CK Invest ze skupiny OJGAR, následně přejmenovaná na KAVALIERGLASS, a.s.